# Campionati europei di skeleton 2005
I Campionati europei di skeleton 2005, undicesima edizione della manifestazione organizzata dalla Federazione Internazionale di Bob e Skeleton, si sono tenuti il 2 dicembre 2004 ad Altenberg, in Germania, sulla Rennschlitten- und Bobbahn Altenberg, il tracciato sul quale si svolse la rassegna continentale del 2004. La località della Sassonia sita al confine con la Repubblica Ceca ha quindi ospitato le competizioni europee per la seconda volta nel singolo maschile e femminile. Anche questa edizione si è svolta con la modalità della "gara nella gara" contestualmente alla seconda tappa della Coppa del Mondo 2004/2005 e per la prima volta anche in concomitanza con i campionati europei di bob 2005.

## Risultati

### Skeleton uomini
La gara si è disputata il 2 dicembre 2004 nell'arco di due manches e hanno preso parte alla competizione 26 atleti rappresentanti 12 differenti nazioni.
| Pos. | Atleti              | Nazione     | Tempo   | Distacco |
| ---- | ------------------- | ----------- | ------- | -------- |
|      | Kristan Bromley     | Regno Unito | 1:58.94 |          |
|      | Frank Kleber        | Germania    | 1:59.42 | +0.48    |
|      | Matthias Biedermann | Germania    | 2:00.01 | +1.07    |
| 4    | Gregor Stähli       | Svizzera    | 2:00.10 | +1.16    |
| 5    | Adam Pengilly       | Regno Unito | 2:00.13 | +1.19    |
| 6    | Florian Grassl      | Germania    | 2:00.33 | +1.39    |
| 7    | Phillippe Cavoret   | Francia     | 2:00.51 | +1.57    |
| 8    | Tomass Dukurs       | Lettonia    | 2:00.60 | +1.66    |
| 9    | Michi Halilovic     | Germania    | 2:00.61 | +1.67    |
| 10   | Martins Dukurs      | Lettonia    | 2:01.19 | +2.25    |

### Skeleton donne
La gara si è svolta il 2 dicembre 2004 nell'arco di due manches e hanno preso parte alla competizione 17 atlete rappresentanti 8 differenti nazioni.
| Pos. | Atleti                   | Nazione   | Tempo   | Distacco |
| ---- | ------------------------ | --------- | ------- | -------- |
|      | Kerstin Jürgens          | Germania  | 2:01.63 |          |
|      | Maya Pedersen            | Svizzera  | 2:01.76 | +0.13    |
|      | Diana Sartor             | Germania  | 2:02.66 | +1.03    |
| 4    | Monique Riekewald        | Germania  | 2:03.54 | +1.91    |
| 5    | Judith Huber             | Italia    | 2:04.16 | +2.53    |
| 6    | Sylvia Liebscher         | Germania  | 2:04.45 | +2.82    |
| 7    | Tanja Morel              | Svizzera  | 2:04.72 | +3.09    |
| 8    | Katrin Huber             | Italia    | 2:04.93 | +3.30    |
| 9    | Alexandra Grünberger     | Austria   | 2:07.05 | +5.42    |
| 10   | Michella Wichmann-Moller | Danimarca | 2:07.89 | +6.26    |

## Medagliere
| Pos.   | Paese       | Oro | Argento | Bronzo | Totale |
| ------ | ----------- | --- | ------- | ------ | ------ |
| 1      | Germania    | 1   | 1       | 2      | 4      |
| 2      | Regno Unito | 1   | 0       | 0      | 1      |
| 3      | Svizzera    | 0   | 1       | 0      | 1      |
| Totale | Totale      | 2   | 2       | 2      | 6      |